# Egy évem Salingerrel
Az Egy évem Salingerrel (eredeti cím: My Salinger Year) 2020-ban bemutatott kanadai–ír filmdráma, amelyet Philippe Falardeau írt és rendezett, Joanna Rakoff azonos című memoárja alapján. A főbb szerepekben Margaret Qualley, Sigourney Weaver, Douglas Booth, Seána Kerslake, Colm Feore és Brían F. O’Byrne látható. 
A film világpremiere a 70. Berlini Nemzetközi Filmfesztiválon volt 2020. február 20-én. Kanadában 2021. március 5-én, Írországban 2021. május 21-én, Magyarországon 2021. május 13-án mutatták be a mozikban.

## Cselekmény
A fiatal Joanna Londonban végezte el a főiskolai tanulmányait, irodalomból szerzett diplomát, és nemrég költözött New Yorkba. Valójában regényeket akar írni és rendkívüli életet élni. Ennek érdekében hajlandó elviselni néhány kellemetlenséget. A barátnőjével és annak barátjával lakik.
1995 ősze: Amikor Joanna bemutatkozik New York legrégebbi irodalmi ügynökségénél, amely F. Scott Fitzgerald mellett főként a kultikus író, J. D. Salinger képviseletéről ismert. Ő, akit mindenki csak „Jerry”-nek szólít, az ügynökség arca. Sokan pályáznak a munkára, amire ő jelentkezett, de Joannának sikerül meggyőznie az ügynökség tulajdonosát, Danielt és irodalmi ügynökét, Margaretet az érdemeiről, annak ellenére, hogy soha nem olvasta sem a Rozsban a fogót, sem Salinger más könyveit. Az író visszavonultan él New Hampshire-ben, és az ügynökség eltökélten ápolja a megközelíthetetlen kívülálló hírnevét, és megvédi őt a külvilágtól. Ennek érdekében mindenkit elküldenek, aki kapcsolatba akar lépni vele, nemcsak a rajongókat, hanem a producereket és a kiadókat is.
1996 januárjában kezdi meg a munkát. Diktafonnal és mechanikus írógéppel felszerelkezve válaszol az ügynökségre érkező levélhalmokra. A levelek sablonok alapján íródnak abból az időből, amikor Salinger még maga írta levelezését. Egy Winston-Salem-i fiatalember különösen nagy Salinger-rajongó, és rendszeresen ír.
Joanna kapcsolatot kezd Donnal, aki részmunkaidőben egy könyvesboltban dolgozik, de hozzá hasonlóan író szeretne lenni. Közös lakást vesznek ki, és Don megpróbálja befejezni első regényét. Joanna elkezdi hazavinni a Salingernek címzett leveleket, amelyek megragadják a figyelmét, és saját nevében, nagyon személyes módon válaszol rájuk.
Joanna hamar rájön, ő valójában nem több, mint Margaret titkárnője, de addig nem akarja őt magasabb szintű feladatokkal megbízni, amíg a levelezést nem rendezi. Ráadásul a főnöke nem szeretné, ha Joanna túl sok magánjellegű kapcsolatot tartana fenn az ügyfelekkel, például Rachel Curskkal vagy az ügynökség vezető munkatársaival. Amikor a Clifford kiadó közvetlenül Salingernek ír, és felkéri, hogy adja ki könyv formájában a Hapworth című művét, Margaret eleinte szkeptikusan áll az egyszemélyes kiadóhoz, de Joanna ismeri a programját, és kiáll mellette. Amikor Salinger a Georgetowni Egyetemen nyilvánosan találkozni akar Clifford kiadóval, hogy a Hapworth kiadásáról tárgyaljon, Margaret nem lelkesedik, mivel ez tulajdonképpen ellentmond az ügynökség azon feladatának, hogy megvédje legfontosabb ügyfelét. Joanna felajánlja az ügynökség szemének és fülének szerepét a helyszínen. Margaret beleegyezik, és Joanna felszáll a Washingtonba tartó buszra, Don nemrég befejezett regényével a poggyászában. Miután Salinger beleegyezik a Clifforddal kötött szerződésbe, Joanna este meglátogatja volt barátját, Karl zenészt, aki Washingtonban ad koncertet.
Miután az ügynökség főnöke, Daniel öngyilkos lesz, Joanna megtudja, hogy Margaret 20 évig volt a szeretője, és osztozott rajta feleségével, Helennel. Egy látogatás alkalmával Margaret elmeséli neki, hogyan kezdett irodalmi ügynökként dolgozni. Joanna most már kéziratokat is olvas, de saját írói ambícióit nem adta fel teljesen, és elkezd saját kapcsolatokat építeni, például a New Yorker munkatársaival. A rajongók Salingerhez írt levelei is megváltoztatták őt. Végül nemcsak a Zabhegyezőt kezdi el olvasni, hanem az összes többi regényét is. Miután véget vet a Donnal való kapcsolatának, és elköltözik a közös lakásukból, átveszi a New Yorkot elhagyó barátja lakását. Miután az asszisztense sikeresen közvetít egy ügyfelet, Margaret tulajdonképpen nagyobb felelősséget akar adni neki a munkájában, áthelyez néhány olyan ügyfelet, akikkel ő maga nem jött ki, így építve ki saját ügyfélkörét, de Joanna el akarja hagyni az ügynökséget. Saját versgyűjteményét a New Yorkernek mutatja be, de az ügynökségnél töltött utolsó napjaiban végre megismerkedik Salingerrel, akinek rajongói levelére egy évvel korábban válaszolt.

## Szereplők
| Szerep               | Színész           | Magyar hang     |
| -------------------- | ----------------- | --------------- |
| Joanna               | Margaret Qualley  | Mentes Júlia    |
| Margaret             | Sigourney Weaver  | Radó Denise     |
| Don                  | Douglas Booth     | Gacsal Ádám     |
| Jenny                | Seána Kerslake    | Csuha Borbála   |
| Hugh                 | Brían F. O’Byrne  |                 |
| Daniel               | Colm Feore        | Rosta Sándor    |
| Fiú Winston-Salemből | Théodore Pellerin | Dér Zsolt       |
| Max                  | Yanic Truesdale   |                 |
| Karl                 | Hamza Haq         |                 |
| Pam                  | Leni Parker       | Vándor Éva      |
| közvetítő ügynök     | Ellen David       | Kocsis Mariann  |
| Helen                | Lise Roy          | Bessenyei Emma  |
| J. D. Salinger       | Tim Post          |                 |
| Mark                 | Gavin Drea        |                 |
| Clifford Bradbury    | Matt Holland      | Varga T. József |
| Rachel Cusk          | Hayley Kezber     |                 |

### Magyar változat
- Magyar szöveg: Vajnági Márta
- Felvevő hangmérnök és vágó: Árvai Csaba
- Hangmérnök: Szabó Miklós
- Gyártásvezető: Boskó Andrea
- Szinkronrendező: Járai Kíra
- Produkciós vezető: Balázs Barbara Orsolya

A szinkront a Pannonia Dubbing Solution Kft. készítette el.

## A film készítése
A film Rakoff 2014-es memoárja alapján készült, amelyben az írónő arról az időszakáról mesél, amikor a Harold Ober Associates nevű irodalmi ügynökségnél dolgozott, amely J. D. Salingert is képviselte. Phyllis Westberg (a filmben Margaret néven szereplő karakter) volt Salinger ügynöke abban az időben, amikor Rakoff az ügynökségnél dolgozott, és 1998-ban átvette annak vezetését.
2019 februárjában Margaret Qualley és Sigourney Weaver csatlakoztak a film szereplőgárdájához, a rendezője Philippe Falardeau lett, aki a forgatókönyvet is írta. Qualley Rakoffot alakítja, míg Weaver Margaretet, Rakoff főnökét. A film producerei Kim McCraw, Susan Mullen, Luc Déry és Ruth Coady voltak, a micro_scope és a Parallel Films égisze alatt. 2019 májusában Colm Feore, Seána Kerslake és Théodore Pellerin is csatlakoztak a szereplőkhöz. A filmet Kanadában és Írországban a Mongrel Media és a Thunderbird Entertainment forgalmazta. A forgatás 2019 májusában kezdődött Montréalban.

## Bemutató
A film világpremierje a 70. Berlini Nemzetközi Filmfesztiválon volt 2020. február 20-án. Nem sokkal később az IFC Films megszerezte a film forgalmazási jogait. Kanadában és az Amerikai Egyesült Államokban 2021. március 5-én mutatták be a Mongrel Media, illetve az IFC Films forgalmazásában. Írországban 2021. május 17-én jelentette a Vertigo Releasing.

## Fogadtatás
A Rotten Tomatoes weboldalon 71%-os értékelést kapott 84 kritika alapján, az átlagos értékelése 6,3 pont a tízből. A Metacritic oldalán 18 kritikus alapján 100-ból 50 pontot kapott, ami „vegyes vagy átlagos értékelést” eredményezett.
Gary Goldstein a Los Angeles Times-tól pozitív kritikával illette a filmet: „Joanna kreatív és érzelmi megvilágosodásának útját a csodálatosan megnyerő Qualley kegyelemmel, gyengédséggel és megható hitelességgel vezeti Philippe Falardeau okos, magával ragadó rendezésével és forgatókönyvével összhangban.”
Kevin Maher a The Sunday Times munkatársa szintén pozitív kritikával értékelte a filmet: „Valójában egy alapvetően ismerős szerkezetű és hangvételű filmről van szó, amely mindent két kirobbanó alakításnak köszönhet. Ez egy szereposztási győzelem.”
Peter Bradshaw a The Guardiantól viszont lehúzta a filmet; ötből egy csillagot adott, és „zavarba ejtően ízléstelen, semmitmondó, derivatív filmnek nevezte – Az ördög Pradát visel című alkotás szimplán szemérmes koppintása, a szexualitás és a szórakozás nélkül”.